# Lipnica Dolna (województwo podkarpackie)
Lipnica Dolna – wieś w Polsce położona w województwie podkarpackim, w powiecie jasielskim, w gminie Brzyska.
| SIMC    | Nazwa  | Rodzaj    |
| ------- | ------ | --------- |
| 0346490 | Guminy | część wsi |

Graniczy z Bączalem Górnym, Brzyskami, Dąbrówką, Lipnicą Górną, Ujazdem i Wróblową, a w jej skład wchodzą przysiółki: Górki, Guminy, Serwoniec, Dębina i Rędziny. Nazwa miejscowości jest nazwą topograficzną. Pochodzi od drzew lip, jakie zastali na tych terenach pierwsi osadnicy.
Wieś opactwa benedyktynów tynieckich w powiecie bieckim województwa krakowskiego w końcu XVI wieku.

## Historia
24 sierpnia 1369 r. król Kazimierz Wielki wydał w Dębowcu dokument, w którym powierzył Mikołajowi z Nysy osadzenie wsi Lipnica na prawie magdeburskim. Od początku na jej czele stał sołtys, jednak właścicielem wsi był też przez pewien czas zakon benedyktynów tynieckich. Wówczas Lipnica należała do parafii w Brzyskach. Ostatnimi właścicielami Lipnicy była rodzina Rylskich, po których zachował się dworek z 1781 r. wraz z parkiem. W nim podczas II wojny światowej mieszkał znany polski architekt Eustachy Chmielewski.
Wierni kościoła rzymskokatolickiego od 1975 r. należą do parafii Świętego Judy Tadeusza w Dąbrówce.
W sierpniu 2014 r. na terenie miejscowości odkryto pozostałości osady z okresu wpływów rzymskich, datowaną na III–IV w. W trakcie wykopalisk natrafiono na blisko tysiąc zabytków archeologicznych.
W latach 1954–1961 wieś należała i była siedzibą władz gromady Lipnica Dolna, po jej zniesieniu w gromadzie Brzyska. W latach 1975–1998 miejscowość administracyjnie należała do województwa krośnieńskiego.

## Zabytki
- Modrzewiowy dworek rodziny Rylskich z XVIII w., rozbudowany około 1850.

## Edukacja
- Zespół Szkół Społecznych im. Jana Pawła II

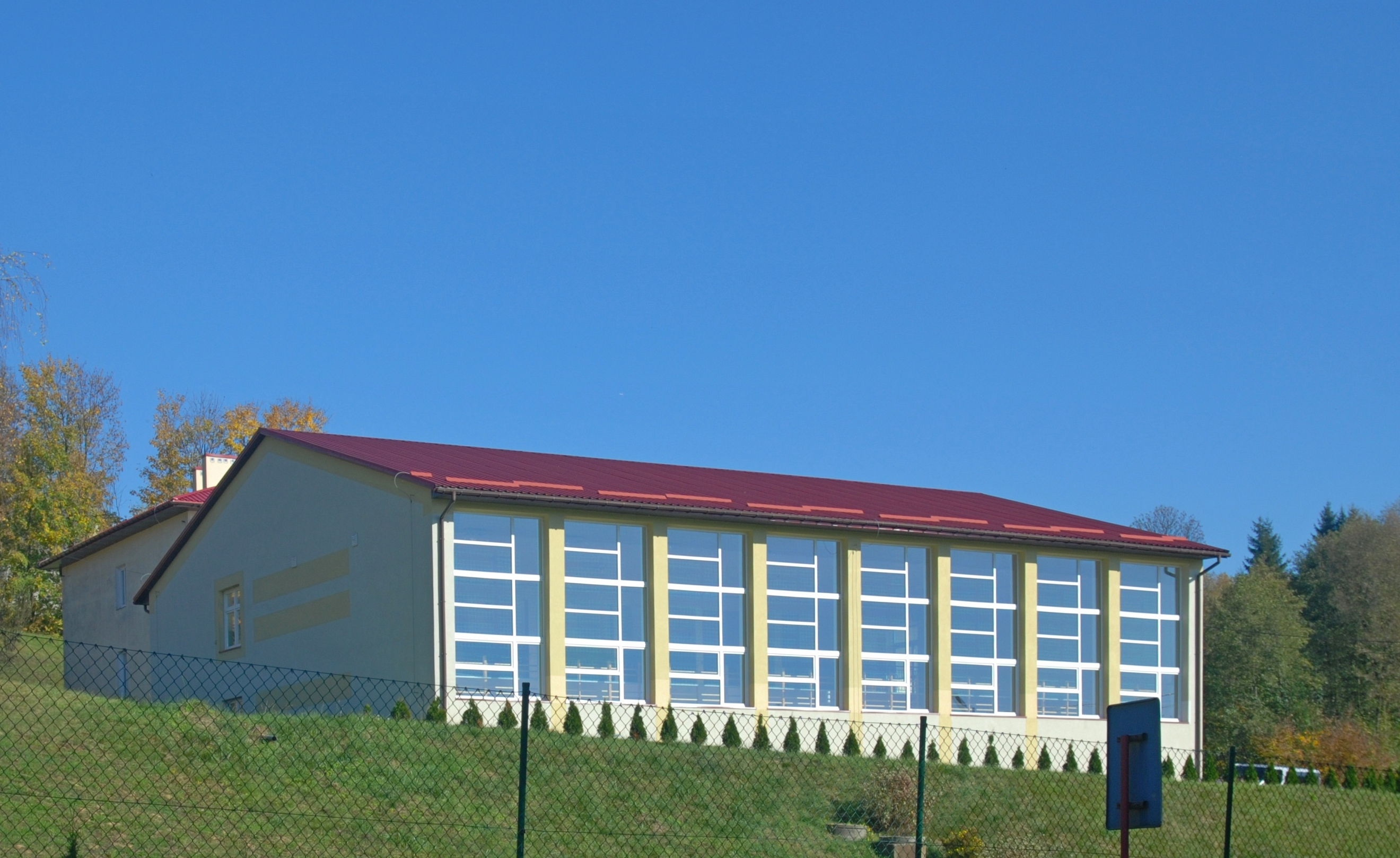
Szkoła